# Vauconcourt-Nervezain
Vauconcourt-Nervezain ist eine Gemeinde im französischen Département Haute-Saône in der Region Bourgogne-Franche-Comté.

## Geographie
Vauconcourt-Nervezain liegt auf einer Höhe von 225 m über dem Meeresspiegel, etwa 25 Kilometer westlich der Stadt Vesoul (Luftlinie). Das Dorf erstreckt sich im Westen des Départements, in der leicht gewellten Landschaft nordwestlich des Saônetals, in der Talniederung der Gourgeonne.
Die Fläche des 18,43 km² großen Gemeindegebiets umfasst einen Abschnitt im Bereich des Plateaus nördlich des Saônetals. Von Nordosten nach Südwesten wird das Gebiet von der Alluvialniederung der Gourgeonne durchquert, die zahlreiche Windungen zeichnet und für die Entwässerung zur Saône sorgt. Die Talaue liegt durchschnittlich auf 220 m und weist eine Breite von maximal einem Kilometer auf. Flankiert wird das Tal auf beiden Seiten von einem Plateau, das eine durchschnittliche Höhe von 240 m erreicht. Diese Hochfläche besteht aus einer Wechsellagerung von kalkigen und sandig-mergeligen Sedimenten der oberen Jurazeit. Das Plateau wird durch verschiedene Mulden untergliedert, die sich zum Tal der Gourgeonne öffnen. In der Talniederung und auf dem Plateau herrscht landwirtschaftliche Nutzung vor. Größere Waldflächen gibt es im Bereich der Gemeindegrenzen. Nach Süden erstreckt sich das Gemeindeareal bis in den Bois de la Vendue, in dem mit 273 m die höchste Erhebung von Vauconcourt-Nervezain erreicht wird. Im Osten befinden sich die ausgedehnten Waldungen des Bois de Vauconcourt und des Bois de la Bellarde, während die nördliche Abgrenzung im Bois de Cornot verläuft.
Die Gemeinde besteht aus folgenden Ortsteilen:
- Vauconcourt (225 m) im Tal der Gourgeonne
- Nervezain (228 m) auf der östlichen Talseite der Gourgeonne

Nachbargemeinden von Vauconcourt-Nervezain sind La Roche-Morey und Cornot im Norden, Confracourt und Vy-lès-Rupt im Osten, Grandecourt, Theuley und Mont-Saint-Léger im Süden sowie Fleurey-lès-Lavoncourt im Westen.

## Geschichte
Erstmals urkundlich erwähnt wird Vauconcourt im Jahr 1108 als Wascum curtis. Später folgten die Bezeichnungen Vasconcort (1156), Wasuncurt (1172), Wascuncort (1175) und Vasoncourt (1275). Der Ortsname leitet sich vom germanischen Personennamen Wasco und dem altfranzösischen Wort cortem (Hof) ab. Im Mittelalter gehörten Vauconcourt und Nervezain zur Freigrafschaft Burgund und darin zum Gebiet des Bailliage d’Amont. Die Oberhoheit über das Gebiet hatten zunächst die Herren von Fouvent inne, die 1207 dem Kloster Cherlieu einen Teil des Besitzes überließen, danach die Familie Vergy. Die lokale Adelsfamilie namens Vauconcourt ist vom 12. bis zum 14. Jahrhundert belegt. Zusammen mit der Franche-Comté gelangten Vauconcourt und Nervezain mit dem Frieden von Nimwegen 1678 definitiv an Frankreich. Zu einer Gebietsveränderung kam es im Jahr 1970, als Vauconcourt und Nervezain (1968: 22 Einwohner) zur Doppelgemeinde fusionierten. Heute ist Vauconcourt-Nervezain Mitglied des 42 Ortschaften umfassenden Gemeindeverbandes Communauté de communes des Quatre Rivières.

## Sehenswürdigkeiten
Die Dorfkirche von Vauconcourt stammt ursprünglich aus dem 13. Jahrhundert, wurde im 17. und 18. Jahrhundert aber mehrfach verändert. Ein Kreuz auf dem Friedhof ist auf das Jahr 1611 datiert. Zu den weiteren Sehenswürdigkeiten zählen der ehemalige Herrschaftssitz (16. Jahrhundert) in Vauconcourt, ein Herrschaftshaus mit Türmchen (17. Jahrhundert) in Nervezain und das Maison Roch.

## Bevölkerung
| Jahr                       | 1962 | 1968 | 1975 | 1982 | 1990 | 1999 | 2006 |
| Einwohner                  | 244  | 214  | 194  | 212  | 225  | 212  | 219  |
| Quellen: Cassini und INSEE |      |      |      |      |      |      |      |

Mit 219 Einwohnern (1. Januar 2022) gehört Vauconcourt-Nervezain zu den kleinen Gemeinden des Département Haute-Saône. Nachdem die Einwohnerzahl in der ersten Hälfte des 20. Jahrhunderts deutlich abgenommen hatte (1881 wurden noch 509 Personen gezählt), wurden seit Mitte der 1970er Jahre nur noch geringe Schwankungen verzeichnet.

## Wirtschaft und Infrastruktur
Vauconcourt-Nervezain war bis weit ins 20. Jahrhundert hinein ein vorwiegend durch die Landwirtschaft (Ackerbau, Obstbau und Viehzucht) und die Forstwirtschaft geprägtes Dorf. Von 1685 bis 1860 war Vauconcourt Standort eines Schmiedewerks. Die Wasserkraft der Gourgeonne wurde für den Betrieb einer Mühle genutzt. Heute gibt es einige Betriebe des lokalen Kleingewerbes. In den letzten Jahrzehnten hat sich das Dorf zu einer Wohngemeinde gewandelt. Viele Erwerbstätige sind deshalb Wegpendler, die in den größeren Ortschaften der Umgebung ihrer Arbeit nachgehen.
Die Ortschaft ist verkehrstechnisch gut erschlossen. Sie liegt an der Hauptstraße D70, die von Gray nach Combeaufontaine führt. Weitere Straßenverbindungen bestehen mit Fleurey-lès-Lavoncourt, La Roche-Morey, Cornot, Confracourt, Vy-lès-Rupt und Grandecourt.